# Michael, Prinț al Prusiei

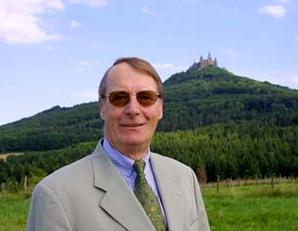
Michael, Prinț al Prusiei în 2016

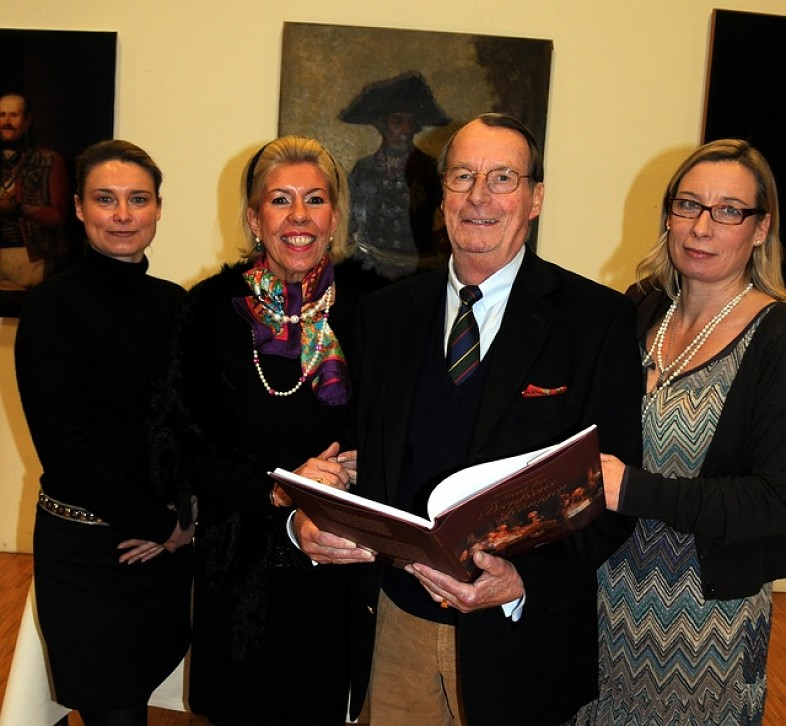
Prințul Michael, ianuarie 2010

Michael, Prinț al Prusiei (n. 22 martie 1940, Berlin, Germania Nazistă - d. 3 aprilie 2014, Bisingen, Germania) a fost nobil și scriitor german, membru al Casei de Hohenzollern. Străbunicul său a fost Wilhelm al II-lea al Germaniei, ultimul împărat al Germaniei.

## Biografie
Prințul Michael a fost fiu al lui Louis Ferdinand, Prinț al Prusiei și a aparținut familiei Hohenzollern. Michael s-a născut la Berlin însă a crescut la Bremen. A studiat la Freiburg și a lucrat mai târziu pentru câteva corporații multinaționale.
Michael a fost nașul lui Georg Friedrich, Prinț al Prusiei. A murit la 3 aprilie 2014, la vârsta de 74 de ani.